# Carles Suriñach i Wrokona
Carles Suriñach i Wrokona (Barcelona, 4 de març de 1915 - New Haven, 12 de novembre de 1997) fou un director i compositor català d'obres simfòniques.
Era fill de Lluís Suriñach i Cuní i d'Ascensión Brocona i Errasti, tots dos nascuts a Madrid, i cosí de la cantant Filomena Suriñach. Es va formar musicalment a Barcelona, Colònia i Berlin, encara que la gran part de la seva carrera musical es va desenvolupar als EUA Primerament va ser director de l'Orquestra del Gran Teatre del Liceu i més tard, cap a l'any 1951, emigrà als Estats Units d'Amèrica i es va convertir en un important i reconegut compositor de música de dansa contemporània. Va acabar nacionalitzant-se com a nord-americà. Va compondre nombrosos concerts per a piano i diferents obres simfòniques.

## Obres
Llista no exhaustiva

### Obres per a orquestra
- 1945 Simfonia Passacaglia
- 1949-1950 Simfonia núm 2
- 1954 Doppio Concertino, per a violí, piano i orquestra
- 1954 Fandango
- 1954 Hollywood Carnival
- 1954 Sinfonietta Flamenca, estrenada a Louisville el 9 de gener de 1954
- 1956 Feria Mágica, obertura
- 1956 Concertino, per a piano, orquestra de corda i plats
- 1957 Sinfonía Chica
- 1965 Drama Jondo, una obertura dramática
- 1966 Melorhythmic Dramas
- 1973 Concert, per a piano i orquestra
- 1973 Las Trompetas de los Serafines, obertura
- 1978 Concert, per a orquestra de corsa
- 1978 Concert, per a arpa i orquestra
- 1980 Concert, per a violí i orquestra
- 1985 Symphonic Melismas
- 1988 Concert, per a flauta travessera, contrabaix i orquestra de cambra
- Memories of Old Zarzuela

### Cantates
- 1962 Cantata of St. John, per a cor i tres bateries

### Ballets
| Any  | Títol                                     | Actes  | Estrena                                          | Llibret | Coreografia    |
| 1953 | Ritmo Jondo                               |        | Nova York                                        |         | Doris Humphrey |
| 1958 | Embattled Garden                          | 1 acte | 3 d'abril de 1958, Nova York, Adelphi Theater    |         | Martha Graham  |
| 1960 | Acrobats of God                           | 1 acte | 27 d'abril de 1960, Nova York, 54-Street-Theater |         | Martha Graham  |
| 1960 | David and Bath-Sheba (A Place in the Sun) |        |                                                  |         | J. Butler      |
| 1961 | Apasionada                                |        |                                                  |         | Palu Long      |
| 1962 | Feast of Ashes                            |        |                                                  |         |                |
| 1965 | Los Renegados                             |        |                                                  |         | J. Anduze      |
| 1966 | Venta Quemada                             |        |                                                  |         | P. Lang        |
| 1967 | Agathe's Tale                             |        |                                                  |         | Paul Taylor    |
| 1970 | Suite Espagnole                           |        |                                                  |         | Juan de Udaeta |
| 1974 | Chronique                                 |        |                                                  |         |                |
| 1978 | The Owl and the Pussycat                  |        |                                                  |         | Martha Graham  |
| 1979 | Bodas de Sangre¡'                         |        |                                                  |         |                |
| 1989 | Quimera                                   |        | 1989, Ginebra                                    |         |                |

### Òperes
- El mozo que casó con mujer brava, en un acte, estrenada al Gran Teatre del Liceu de Barcelona el 1948

### Obres per a cor
- 1969 The Missions of San Antonio, per a cor masculí i orquestra
- 1972 Via Crucis, per a cor, guitarra i timbales

### Música vocal
- 1958 Cantares, per a soprano i piano
- 1965 Flamenco Meditations, per a soprano o tenor i piano
- 1972 Prayers, per a cant i guitarra
- 1970 Via Crucis: a cycle of fifteen saetas, per a cor i guitarra

### Música de cambra
- 1953 Tientos
- 1967 Flamenco Cyclothymia, per a violí i piano
- 1974 Quartet de corda

### Obres per a piano
- 1951 Flamenquerías
- 1955 Tales from the Flamenco Kingdom
- 1960 Five Dances

### Obres per a guitarra
- 1959 Sonatina
- 1972 Una Rosa en Cada Galta, per a dos guitarres